# Seznam enklav in eksklav
Seznam enklav in eksklav
- Aljaska - eksklava ZDA. (Havaji ne štejejo, ker so otočje.)
- Baarle-Hertog - belgijska eksklava znotraj nizozemske province Severni Brabant.
- Brezovica Žumberačka - hrvaška eksklava pri Metliki
- Ceuta in Melilla - španski mestni eksklavi na severni afriški obali Maroka.
- Cabinda - angolska eksklava in provinca med Demokratično republiko Kongo (nekdaj imenovano Zaire) in Republiko Kongo.
- Campione d'Italia- italijanska eksklava, ki jo obdaja švicarski kanton Ticino. Od preostale Italije jo ločuje Lugansko jezero, naselja in gore na švicarskem ozemlju.
- Büsingen  - nemška občina na desnem bregu Rena v okrožju Konstanz v deželi Baden-Württemberg. Občina je v celoti obkrožena s švicarskim ozemljem (Kanton Schaffhausen)
- Point Roberts - Penklava ZDA na polotoku Tsawwwseen južno od Vancouvra
- Dubrovnik s širšo okolico -  hrvaška eksklava, ki meji na BiH in Črno goro, ter južni Jadran. Od ostale Hrvaške ga loči bosansko-hercegovski izhod na morje pri obalnem mestu Neum.
- Erenköy - drobna eksklava mednarodno nepriznane Turške republike Severni Ciper.
- Kaliningrad - ruska eksklava ob Baltskem morju, med Poljsko in Litvo,
- Lesoto - kraljevino obkroža Republika Južna Afrika.
- Madha - Omansko ozemlje, ki se nahaja znotraj Združenih arabskih emiratov, ob Hormuški ožini. Znotraj te omanske eksklave pa obstaja še eksklava ZAE, imenovana Nahwa, ki pripada emiratu Šardža. To je zgled eksklave znotraj eksklave in hkrati enklave znotraj enklave.
- Nahičevan - eksklava Azerbajdžana med Turčijo, Armenijo in Iranom.
- Oecussi-Ambeno - vzhodno-timorska eksklava, obkrožena z ozemljem Indonezije.
- San Marino - državo v celoti obkroža Italija.
- Temburong - brunejska pokrajina, ni povezana z večjim zahodnim delom države in je torej eksklava Bruneja. Pokrajina je, kot vsa država, obalna enklava v Maleziji.
- Vatikan - mestno državo v celoti obdaja Italija.

## Zgodovinske enklave in eksklave
- Vzhodna Prusija, nemška eksklava iz časov Weimarske republike: po I. svetovni vojni se je ločila od Nemčije, ko je Poljska spet dobila izhod na morje. Vzhodna Prusija je pozneje postala del Poljske in Rusije (glej zgornje besedilo o Kaliningradu)
- Zahodni Berlin - v času hladne vojne je to zahodnonemško mesto ležalo znotraj ozemlja Vzhodne Nemčije, z matično državo pa je bilo povezano preko cest, železnic in zračnega mostu.

## Drugo
- Ambasade so dejansko eksklave/enklave, saj se ne prištevajo k ozemlju države »gostiteljice«, v njih pa veljajo zakoni matične države.